# ゴーランド
ゴーランドは、アニメ映画『さらば宇宙戦艦ヤマト 愛の戦士たち』（以下、『さらば』）とテレビアニメ『宇宙戦艦ヤマト2』（以下、『ヤマト2』）、およびそれらのPS版ゲーム『さらば宇宙戦艦ヤマト 愛の戦士たち』（以下、PSゲーム版）、リメイク作品であるアニメ『宇宙戦艦ヤマト2202 愛の戦士たち』の登場人物。声優は阪脩（『さらば』、PSゲーム版）、飯塚昭三（『ヤマト2』）、山路和弘（『2202』）。

## キャラクター概要
白色彗星帝国の提督にして、ミサイル艦で構成される艦隊の指揮官。『さらば』ではテレザート星域防衛艦隊、『ヤマト2』では機動ミサイル艦隊、PSゲーム版では第一戦闘艦隊の司令官である。
禿頭に顎鬚を蓄えたという容貌は、設定制作の当初にズォーダーとしてデザインされていたものが最終段階で没となり、ゴーランドとして流用されたものである。『さらば』と『ヤマト2』で容貌はほぼ同じだが、目や頬などのパーツの形状が異なっており、顔つきにやや差異がある。服装はデザインこそ変わっているものの、『さらば』『ヤマト2』ともにコート姿である。PSゲーム版では、『さらば』準拠のデザインとなっている。
『さらば』では、テレザート星前面でを待ち受けるも土方竜の策にはまって敗死するというだけの出番しかないが、『ヤマト2』では、生え抜き軍人としてのプライドから生じるデスラーとの対立や、そのストレス発散のための虐殺行為、自然現象を利用した数度にわたるヤマト迎撃戦など、性格や軍人としての手腕が多く描写されている。

## 劇中での登場
さらば宇宙戦艦ヤマト 愛の戦士たち
テレザート星を盾に取る形で艦隊を展開してヤマトを迎撃するが、宇宙気流による機関故障を装って艦隊をテレザート星前面から引き離す土方の作戦にはまって波動砲を受け、艦隊と共に消滅する。
宇宙戦艦ヤマト2
各話冒頭ナレーション時の映像を除けば、第8話から第10話にかけて登場。デスラーの指揮下でテレザート星前衛に配置されるが、彼とは作戦方針を巡ってたびたび対立する。デスラーがテレザート星を餌としてヤマトの誘出撃滅を考えたのに対し、ゴーランドはヤマトとテレサの交信を妨害することで、ヤマトのテレザート星への接近を阻止しようと目論む。第8話では、テレサからのメッセージを偽装してヤマトをサルガッソへ誘い込むことに成功するが、不必要な駄目押しの攻撃とテレサからの本物のメッセージにより、ヤマトの脱出を許してしまう。その後、第10話でエネルギー吸収特性をもつ流星帯の対岸に艦隊を布陣させてヤマトを待ち受け、エネルギーを奪われたヤマトを破滅ミサイルで沈めようと目論むが、真田志郎の機転でエネルギーを回復したヤマトの波動砲を受け、破滅ミサイルや艦隊と共に消滅する。

## PSゲーム版
ストーリー8「大宇宙気流帯」とストーリー9「大宇宙気流帯出口」に登場。
旗艦「ルーベルグIII」に乗艦し、第一戦闘艦隊所属の特殊ミサイル艇師団を率いて気流星団近傍で演習していたところ、ヤマトと遭遇する。その後の展開は、宇宙気流と流星帯が同一宙域でのエピソードとなっていることを除けば、ほぼ『ヤマト2』と同様である。

## 宇宙戦艦ヤマト2202 愛の戦士たち
服装を含めて『さらば』に準拠した容姿であるが、眉毛が中央でつながっているうえに額にも広がっており、ゴラン・ダガームと同じ形になっている。
第10話でテレザート星を守備するゴーランド艦隊の司令長官として登場した後、第13話でテレザート星への上陸を目指すヤマトを破滅ミサイルで追い詰めるが、波動砲によって戦死する。
他のガトランティス人と同じくクローニングによって世代を継承してきており、本作のゴーランドは初代から数えて19人目とされているうえ、自身もノルという名の幼生体を次代（20人目）とするべく育成している。ゴーランド自身は、ノルを育成するのはあくまでも「ゴーランドという存在」がガトランティスに仕え続けるためであり、親子の愛情は持っていない旨を述べているが、ガイレーンからは「人の子の親のように話している」と評されたうえ、最期の瞬間にはノルを抱きしめて庇い、彼に涙ながらに謝りながら果てている。
なお、第17話では先代のゴーランドであるザイゼンという名の老人と、ノルの戦死により急遽誕生させられた新しい幼生体が登場する。